# Noah Dettwiler
Noah Dettwiler (Basilea, Suiza, 26 de abril de 2005) es un piloto suizo de motociclismo que pertenece al equipo CIP Green Power de la categoría de Moto3 del Campeonato Mundial.

## Biografía

### Inicios
Noah Dettwiler comenzó su carrera profesional a los siete años en la Copa Suiza de Supermoto. En 2018 disputó en Campeonato de España de Velociadad (RFME CEV) en la categoría de PreMoto3 finalizando 16º.
En 2019 hizo su debut en la Red Bull Rookies Cup finalizando 24º. En 2020 volvió a disputar la Red Bull Rookies Cup siendo 17º, resultado que repetiría en la edición de 2021. Durante 2019 y 2020, también disputó la European Talent Cup, finalizando 36º y 23º respectivamente. En los años 2022 y 2023 compitió en la JuniorGP, finalizado 20º y 19º respectivamente.
Durante 2023, debutó en el Campeonato del Mundo de Motociclismo en la categoría de Moto3 realizando dos wildcards con el CFMoto Racing Prüstel GP, el primero en el Gran Premio de Austria y el segundo en el Gran Premio de Australia.
Tras realizar los dos wildcards, firma un contrato de dos años con el CIP Green Power para realizar su primera temporada completa en Moto3 en 2024.

## Resultados

### Red Bull MotoGP Rookies Cup
(Carreras en negrita indica pole position, carreras en cursiva indica vuelta rápida)
| Temp. | 1      | 2       | 3      | 4       | 5      | 6       | 7      | 8      | 9      | 10      | 11     | 12     | 13  | 14  | Pos. | Pts. |
| ----- | ------ | ------- | ------ | ------- | ------ | ------- | ------ | ------ | ------ | ------- | ------ | ------ | --- | --- | ---- | ---- |
| 2019  | JER 15 | JER Ret | MUG 19 | ASS Ret | ASS 18 | SAC 18  | SAC 16 | RBR 18 | RBR 18 | MIS 19  | ARA 11 | ARA 18 |     |     | 24.º | 6    |
| 2020  | RBR 6  | RBR 14  | RBR 8  | RBR 9   | ARA 14 | ARA 14  | ARA 18 | ARA 20 | VAL 8  | VAL Ret | VAL    | VAL    |     |     | 17.º | 39   |
| 2021  | POR 17 | POR Ret | JER 12 | JER 10  | MUG 14 | MUG DNS | SAC 9  | SAC 5  | RBR 13 | RBR 15  | RBR 16 | RBR 12 | ARA | ARA | 17.º | 38   |

### European Talent Cup
(Carreras en negrita indica pole position, carreras en cursiva indica vuelta rápida)
| Año  | Moto  | 1      | 2      | 3       | 4       | 5       | 6       | 7       | 8      | 9      | 10      | 11     | Pts. | Pos. |
| ---- | ----- | ------ | ------ | ------- | ------- | ------- | ------- | ------- | ------ | ------ | ------- | ------ | ---- | ---- |
| 2019 | Honda | EST 19 | EST 15 | VAL DNQ | VAL DNQ | CAT DNQ | ARA 15  | ARA 17  | JER 22 | JER 24 | ALB Ret | VAL 21 | 2    | 36.º |
| 2020 | Honda | EST 12 | EST 18 | ALG 16  | JER 19  | JER 12  | JER DNS | ARA Ret | ARA 23 | ARA 22 | VAL 14  | VAL 20 | 10   | 23.º |

### FIM JuniorGP World Championship
(Carreras en negrita indica pole position, carreras en cursiva indica vuelta rápida)
| Temp. | Moto | 1      | 2      | 3      | 4      | 5      | 6      | 7       | 8      | 9       | 10     | 11     | 12     | Pts. | Pos. |
| ----- | ---- | ------ | ------ | ------ | ------ | ------ | ------ | ------- | ------ | ------- | ------ | ------ | ------ | ---- | ---- |
| 2022  | KTM  | EST 14 | VAL 19 | VAL 16 | CAT 22 | CAT 15 | JER 10 | JER Ret | ALG 12 | MIS Ret | ARA 22 | VAL 9  | VAL 13 | 23   | 20.° |
| 2023  | KTM  | EST 12 | VAL 15 | VAL 10 | JER 13 | JER 16 | POR 14 | POR 18  | BAR 21 | BAR 12  | ARA 11 | VAL 15 | VAL 12 | 30   | 19.° |

### Campeonato del Mundo de Motociclismo
Sistema de puntuación desde 2023 en adelante:
| Posición       | 1.º | 2.º | 3.º | 4.º | 5.º | 6.º | 7.º | 8.º | 9.º | 10.º | 11.º | 12.º | 13.º | 14.º | 15.º |
| Puntos         | 25  | 20  | 16  | 13  | 11  | 10  | 9   | 8   | 7   | 6    | 5    | 4    | 3    | 2    | 1    |
| Carrera sprint | 12  | 9   | 7   | 6   | 5   | 4   | 3   | 2   | 1   |      |      |      |      |      |      |

#### Por categoría
| Cat.  | Temporadas    | 1.er Gran Premio | 1.er Podio    | 1.ª Victoria  | Carreras | Victorias | Podios | Poles | V.Ráp. | Pts. | CM |
| ----- | ------------- | ---------------- | ------------- | ------------- | -------- | --------- | ------ | ----- | ------ | ---- | -- |
| Moto3 | 2023-presente | Austria 2023     |               |               | 30       | 0         | 0      | 0     | 0      | 2    | 0  |
| Total | 2023–Presente | 2023–Presente    | 2023–Presente | 2023–Presente | 30       | 0         | 0      | 0     | 0      | 2    | 0  |

#### Por temporada
| Temp. | Cat.  | Moto   | Equipo                   | Carreras | Victorias | Podios | Poles | V.Ráp. | Pts. | Pos   |
| ----- | ----- | ------ | ------------------------ | -------- | --------- | ------ | ----- | ------ | ---- | ----- |
| 2023  | Moto3 | CFMoto | CFMoto Racing Prüstel GP | 2        | 0         | 0      | 0     | 0      | 0    | 38.º  |
| 2024  | Moto3 | KTM    | CIP Green Power          | 20       | 0         | 0      | 0     | 0      | 2    | 25º.  |
| 2025  | Moto3 | KTM    | CIP Green Power          | 8        | 0         | 0      | 0     | 0      | 0    | 28.º* |
| Total | Total | Total  | Total                    | 30       | 0         | 0      | 0     | 0      | 2    |       |

* Temporada en curso.

#### Carreras por año
| Año  | Cat.  | Moto   | 1       | 2       | 3       | 4      | 5      | 6      | 7      | 8      | 9      | 10     | 11     | 12     | 13     | 14     | 15     | 16      | 17     | 18     | 19     | 20     | 21  | 22  | Pos  | Pts |
| ---- | ----- | ------ | ------- | ------- | ------- | ------ | ------ | ------ | ------ | ------ | ------ | ------ | ------ | ------ | ------ | ------ | ------ | ------- | ------ | ------ | ------ | ------ | --- | --- | ---- | --- |
| 2023 | Moto3 | CFMoto | POR     | ARG     | AME     | SPA    | FRA    | ITA    | GER    | NED    | GBR    | AUT 20 | CAT    | RSM    | IND    | JPN    | INA    | AUS 26  | THA    | MAL    | QAT    | VAL    |     |     | 38.º | 0   |
| 2024 | Moto3 | KTM    | QAT 17  | POR 19  | AME 14  | SPA 21 | FRA 18 | CAT 21 | ITA 20 | NED 23 | GER 23 | GBR 20 | AUT 24 | ARA 17 | RSM 20 | ERM 22 | INA 18 | JPN Ret | AUS 20 | THA 23 | MAL 18 | SLD 23 |     |     | 25.º | 2   |
| 2025 | Moto3 | KTM    | THA INJ | ARG INJ | AME INJ | QAT 17 | SPA 16 | FRA 20 | GBR 18 | ARA 16 | ITA 19 | NED 16 | GER 16 | CZE 19 | AUT 23 | HUN    | CAT    | RSM     | JPN    | INA    | AUS    | MAL    | POR | VAL | 29.º | 0   |

| Color     | Resultado                                                               |
| --------- | ----------------------------------------------------------------------- |
| Oro       | Ganador                                                                 |
| Plata     | 2.ª plaza                                                               |
| Bronce    | 3.ª plaza                                                               |
| Verde     | Finalizó en los puntos                                                  |
| Azul      | Finalizó sin puntos                                                     |
| Azul      | NC - No clasificado                                                     |
| Violeta   | Ret - No terminó (Carrera)                                              |
| Rojo      | DNQ - No se clasificó                                                   |
| Negro     | DSQ - Descalificado                                                     |
| Blanco    | DNS - No empezó (carrera)                                               |
| Blanco    | WD - Retirado (fin de semana)                                           |
| Blanco    | C - Carrera cancelada                                                   |
| Sin color | DNP - Inscrito pero no participó                                        |
| Sin color | INJ - Lesionado                                                         |
| Sin color | EX - Excluido                                                           |
| Estado    | Resultado                                                               |
| Negrita   | Pole position                                                           |
| Cursiva   | Vuelta rápida                                                           |
| x         | Posición en carrera sprint                                              |
| †         | Abandona, pero clasifica al completar el porcentaje requerido para ello |